# Melanis falcis
Melanis falcis är en fjärilsart som beskrevs av Gustav Weymer 1890. Melanis falcis ingår i släktet Melanis och familjen Riodinidae. Inga underarter finns listade i Catalogue of Life.